# 塞拉島

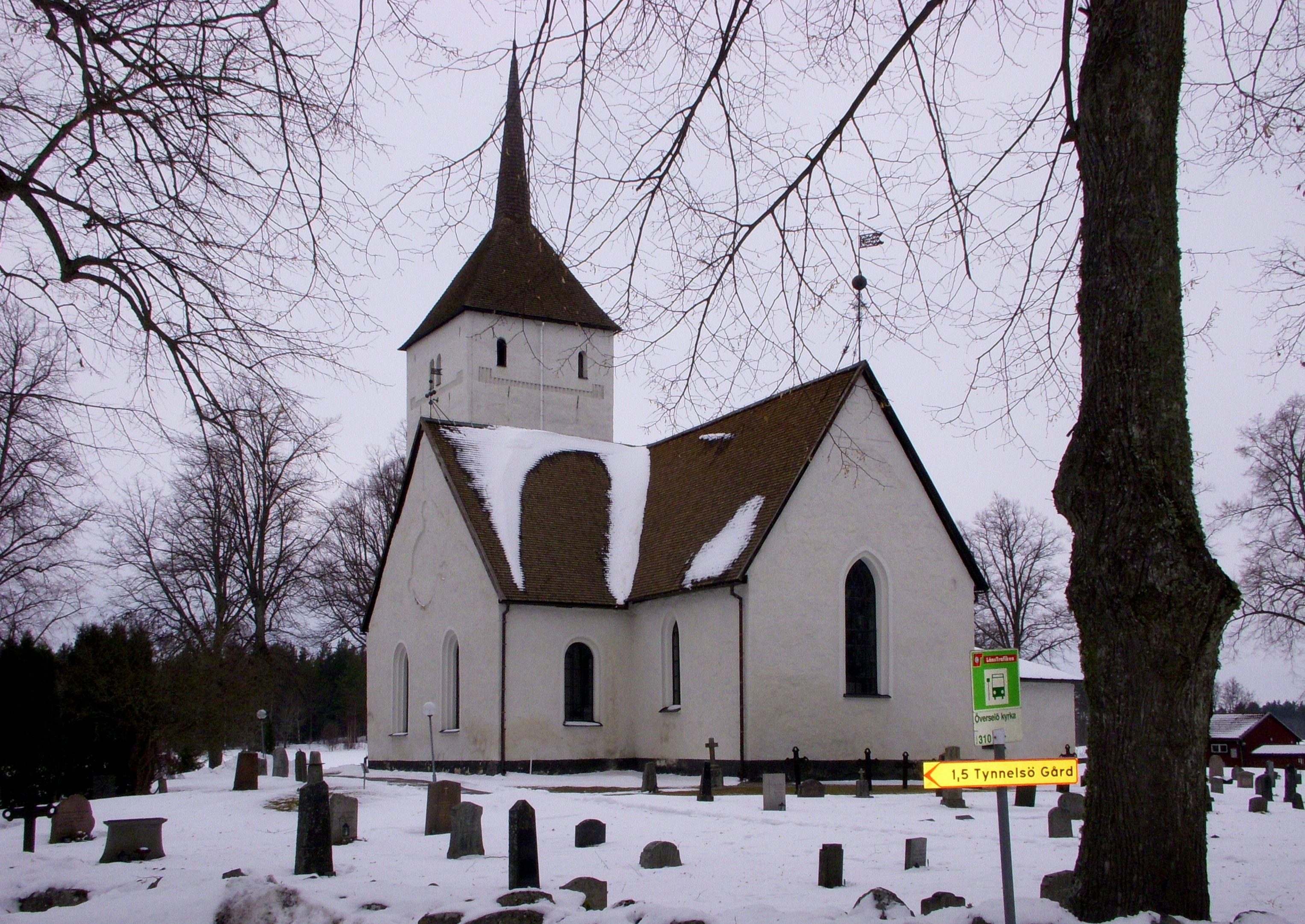

塞拉島是瑞典的島嶼，位於該國中東部梅拉倫湖，由斯特兰奈斯市镇負責管轄，面積95平方公里，是該國最大的湖島，與大陸相連的大橋啟用於二十世紀，人口約3,000。
59°24′N 17°12′E / 59.4°N 17.2°E